# ジーニア・マートン
ジーニア・マートン、ジーニア・メルトン (Zienia Merton、1945年12月11日 - 2018年9月14日) はボルネオ出身のイギリスの女優である。

## 略歴
母親はビルマ（ミャンマー）人、父親はイギリス人とフランス人のハーフであった。シンガポール、ポルトガル、ボルネオ、イギリスで育った。
最も有名な役どころはSFテレビドラマシリーズ『スペース1999』の主任データオペレータ、サンドラ・ベネス（Sandra Benes）であろう。このドラマはジェリー・アンダーソン、シルヴィア・アンダーソン（Sylvia Anderson）が製作し、マーティン・ランドー、バーバラ・ベイン（Barbara Bain）、バリー・モースらが出演した。2シーズン分が製作され、1975年、1977年に放送された。
22年後、再びファンの手で短編 Message from Moonbase Alpha が作られ、唯一の登場人物サンドラ・ベネスとしてこれに出演した。脚本家はシリーズの作家 ジョニー・バーン（Johnny Byrne） である。このショートフィルムは他のエピソードと共に、完全版DVDに収められている。
Message from Moonbase Alpha は、いまやファンの間では「第49話」として捉えられており、ストーリー全体の円環構造を決定したものだと考えられている。このショートフィルムは1999年9月13日にロサンゼルスで公開。この日はドラマ世界でアルファの放浪が始まった日であり、考え抜かれた内容ともども、作品世界を閉じるにふさわしいものであった。
「スペース1999」の他にも、1964年の英国SFドラマ『ドクター・フー』の「マルコポーロ」に出てくる Ping-Cho 役が有名であるが、この作品は音声トラックとスチル写真以外は失われてしまった。
SF作品以外では1971年の英国TVシリーズ『ジェイソン キング』（Jason King 1971）、アクションものの英国TVシリーズ『テンプラーの華麗な冒険』（Return of the Saint 1979）があり、デニス・ポッター（Dennis Potter）のTVミニシリーズ『カサノヴァ』（Casanova）の中で Christina 役で主演している（トップレスを見せている）。共演はフランク・フィンレイ（Frank Finlay）。
『0の決死圏』（1969）ではグレゴリー・ペックと共演し、他にもイギリスのテレビシリーズ『イーストエンダーズ』、『カジュアリティーズ』、『ザ・ビル』に助演女優として登場している。
日本で公開された近作では、恐竜と人間が共存する世界を描くファンタジーTVミニシリーズ『ダイノトピア』（2002年、日本公開は2003年）に登場した（肉食恐竜に襲われる生徒たちを逃がす教師役）。
2005年にRobert Woodと共著で自伝、Anecdotes and Armadillosを出版した (ISBN 1411634845)。